# América Invertida

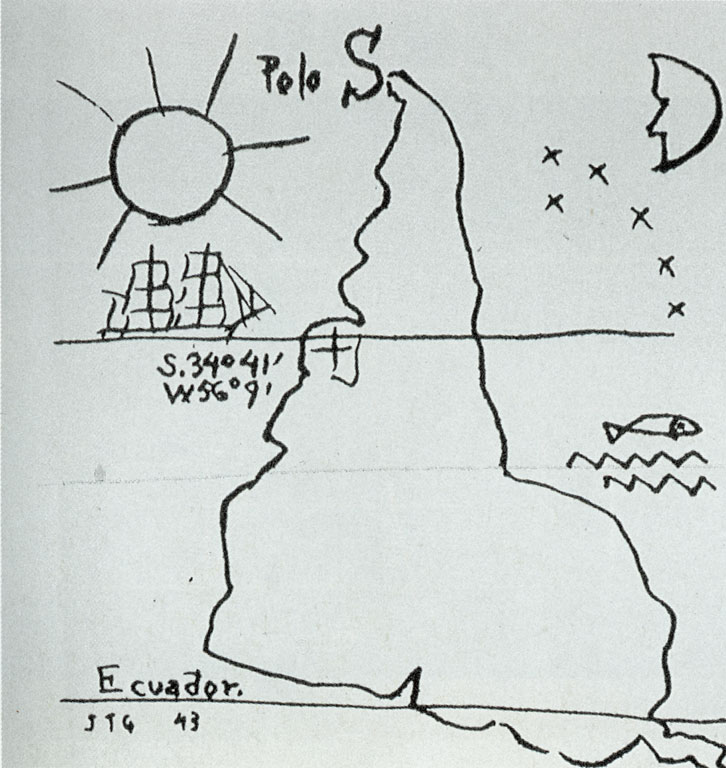
América Invertida (1943)

América Invertidaは、ホアキン・トレス・ガルシアが1943年に描いた作品。

## 概要
南アメリカ大陸を南北を反転させて描いている。

### コンテキストと目的
ガルシアはこの作品を通して、ラテンアメリカの独自の芸術運動の創設を提案している。